# Les Trois-Pierres

Les Trois-Pierres este o comună în departamentul Seine-Maritime, Franța. În 1 ianuarie 2022 avea o populație de 815 de locuitori.